# Spray wall

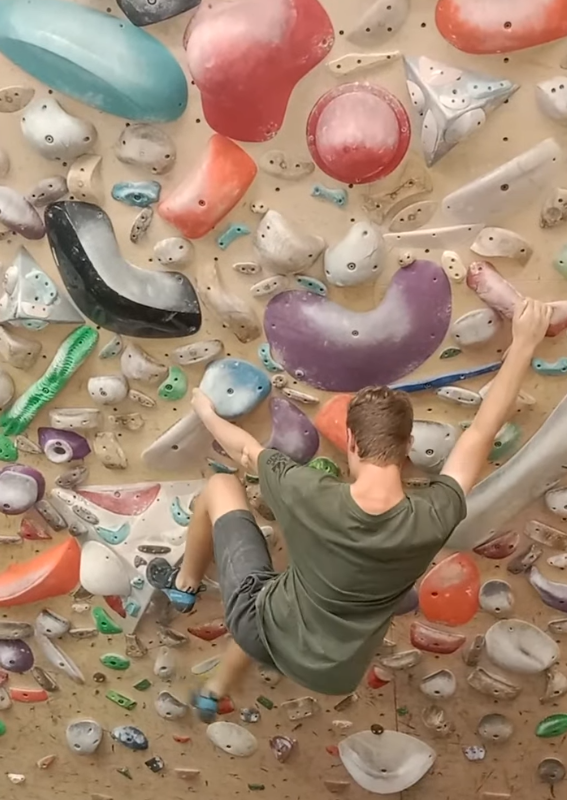
Un grimpeur sur un spray wall

Un spray wall est un mur d'escalade en dévers presque entièrement recouvert d'une grande variété de prises de tailles et de formes différentes, dont le placement est chaotique en apparence,. Il est utilisé par des grimpeurs expérimentés ou même intermédiaires pour développer leur puissance, leur endurance et leur capacité à trouver et mémoriser des voies,,,,, .
Selon Noah Walker, auteur de Gripped Magazine, une des principales différences entre un spray wall et un pan d'escalade standard est que la plus grande densité de prises des spray walls oblige les grimpeurs à développer leurs propres voies de bloc ; En particulier, il affirme que les grandes prises (plus fréquentes sur les spray walls que sur les murs inclinables standardisés comme les Moonboards, Tensionboards ou Kilterboards) obligent à utiliser des mouvements tridimensionnels similaires et des crochets de talon précaires qui sont nécessaires pour escalader les murs naturels ; il insiste sur le fait que sur un mur d'escalade, un grimpeur ne peut pas s'habituer aussi facilement aux distances entre les prises que sur un mur standardisé.
Des chercheurs en entraînement physique ont déclaré que les spray walls aident à développer les compétences en matière de création d'itinéraires plus que les murs d'entraînement standardisés, car ils obligent les grimpeurs à « observer, mémoriser et imiter les stratégies de résolution de problèmes et les actions motrices d'autres grimpeurs », comme dans l'escalade en extérieur.
Adam Ondra considère qu'il s'agit d'un meilleur outil pour développer la force physique des grimpeurs que les campus boards ou les tractions.